# Zdzisław Kwaśny
Zdzisław Kwaśny (6 novembre 1960) è un ex martellista polacco.

## Palmarès

### Mondiali
- 1 medaglia:
  - 1 bronzo (Helsinki 1983 nel lancio del martello)